# Cases dels mestres del Col·legi Montserrat
Les Cases dels mestres del Col·legi Montserrat és una obra noucentista de Malgrat de Mar (Maresme) inclosa a l'Inventari del Patrimoni Arquitectònic de Catalunya.

## Descripció
Conjunt de sis habitatges, té un cos central, format per dos habitatges unifamiliars, de planta baixa. Els laterals també tenen planta baixa, però se'ls ha d'afegir un pis més a cadascú, destinat a habitatge, coronat per una torreta.
El conjunt és força harmoniós i simètric, format per teulades a dues vessants, amb un embigat de fusta i teules, i façanes esgrafiades. Les torretes laterals fan més esvelta l'edificació.

## Història
Lo darrer que se sap és que pels volts de desembre de 1987 tan sols era habitable un dels sis habitatges, ja que la resta estaven tancats, pendents d'una restauració que tenien prevista.